# 柔道教育ソリダリティー
柔道教育ソリダリティー（じゅうどうきょういくソリダリティー、英: Solidarity of International Judo Education、SIJE）は、柔道の国際的普及振興、柔道による文化交流、異文化理解の推進、青少年育成に係わる事業を行っているスポーツ・教育組織。「ソリダリティー」は、連帯という意味。恵まれない国・地域におけるスポーツの発展を目的に、各国のNOCに対して資金援助をするIOCのプログラム「オリンピック・ソリダリティー」より抜粋。所在地は神奈川県平塚市の東海大学体育学部の柔道研究室。

## 概要
2006年、特定非営利活動法人として設立されている。理事長として山下泰裕が就任し、「柔道の国際的な普及に寄与するとともに、その活動を通して人と人との交流を図り、異文化理解を進め、もって日本のさらには世界の青少年育成に寄与すること」を目的とし、
「柔道・友情・平和」をスローガンとし、
事業内容として、
1. 柔道の国際的普及、振興に係わる事業。
2. 柔道による文化交流、異文化理解の推進に係わる事業。
3. 柔道による青少年育成に係わる事業。

を行っている。
「柔道教育ソリダリティー」は、理事長を務めた山下泰裕の日本オリンピック委員会（JOC）会長就任など多忙により2019年5月30日に幕を閉じた。
その後の活動は、2019年4月に井上康生が設立したNPO法人「JUDOs」が引き継ぐ。